# Robert Taylor (scientifique)
Pour les articles homonymes, voir Taylor et Robert Taylor (homonymie).
Robert William Taylor, né le 10 février 1932 à Dallas (Texas) et mort le 13 avril 2017 à Woodside (Californie), est un ingénieur américain en informatique et un des pionniers d'Internet.

## Biographie
Né à Dallas (Texas) en 1932, dans la famille d'un prêtre méthodiste, Robert Taylor suit des études primaires chez les méthodistes puis sert dans l'US Navy pendant la guerre de Corée. Il revient à l'Université du Texas à Austin, d'où il sort diplômé en philosophie, en anglais et en religion, avant de suivre une spécialisation en psychologie expérimentale et de devenir mathématicien, puis de travailler pour la NASA où il permet notamment à Douglas Engelbart de travailler à l’invention de la souris et d'autres innovations sur le projet NLS.
Il est recruté à 32 ans par le Bureau des techniques de traitement de l'information » ou IPTO (Information Processing Techniques Office) de la DARPA, avec Ivan Sutherland, 27 ans, qui étudie les interactions entre ordinateurs.
Ce dernier succède en 1964 à Joseph Carl Robnett Licklider, parti au Thomas J. Watson Research Center. En juin 1966, il est lui-même, après son départ à Harvard, remplacé par Robert Taylor à la tête de l'IPTO. Dès février 1966, Taylor convainc Charles Herzfeld, directeur de l'ARPA, de financer un programme sur les réseaux et il embauche rapidement Lawrence Roberts, du Lincoln Laboratory, pour en être le premier directeur de programme. Un budget d'un million de dollars est alloué pour que l'IPTO développe le projet de création d'un réseau informatique délocalisé, qui deviendra ARPANET.
Taylor est ensuite envoyé à la guerre du Vietnam par la DARPA, pour enquêter sur des informations jugées inconsistantes, avec le grade de brigadier général. Il y est chargé d'installer un centre informatique à Saïgon. 
En 1970, Robert Taylor s'installe à Palo Alto, en Californie pour travailler au PARC, le centre de recherches de Xerox, alors au cœur de nombreuses innovations. Il est ensuite recruté par Ken Olsen, de Digital Equipment Corporation, pour créer le Systems Research Center à Palo Alto en 1983, avec quinze autres informaticiens issus du Xerox Parc.